# Spy Girls
Spy Girls en France ou Espionnes à talons au Québec (She Spies) est une série télévisée américaine en quarante épisodes de 42 minutes, créée par Craig Van Sickle, Joe Livecchi, Steven Long Mitchell et Vince Manze et diffusée entre le 20 juillet 2002 et le 17 mai 2004 en syndication.
En France, la série a été diffusée à partir du 4 mars 2003 sur 13e rue, et au Québec à partir du 24 août 2004 sur Séries+. Elle reste inédite dans les autres pays francophones.

## Synopsis
Trois filles (Cassie, DD et Shane) superbes et manipulatrices, anciennes détenues, sont engagées par une organisation secrète du gouvernement pour devenir des espionnes dans le but de servir un projet top-secret et expérimental.

## Distribution
- Natasha Henstridge (VF : Rafaèle Moutier) : Cassie McBain
- Kristen Miller (VF : Edwige Lemoine) : D.D. Cummings
- Natashia Williams (en) (VF : Véronique Desmadryl) : Shane Phillips
- Carlos Jacott (VF : Pierre Tessier) : Jack Wilde (saison 1)
- Jamie Iglehart (VF : Mathias Kozlowski) : Duncan Baleu (saison 2)
- Cameron Daddo (VF : Bernard Lanneau) : Quentin Cross (saison 2)

## Épisodes

### Première saison (2002-2003)
1. Le Premier Épisode (First Episode)
2. Mission Martini (The Martini Shot)
3. Charité mal ordonnée (Poster Girl)
4. Filles à papa (Daddy's Girl)
5. Échec et mate (Fondles)
6. Iceberg (Ice Man)
7. Trois Femmes et un couffin (Three Women and a Baby)
8. Prises au piège (Trap)
9. Tanya (Spies vs. Spy)
10. Il était une fois (Perilyzed)
11. Mensonges et trahison (Betrayal)
12. Les Noces de Cassie (The Girl with the Broken Heart)
13. Drôle de Jack (You Don't Know Jack)
14. Un amour de Shane (First Date)
15. PDG en danger! (While You Were Out)
16. Si vous avez manqué le début… (Daze of Future Past)
17. Un nouveau trio (The Replacement)
18. Des agents très stressés (Damsels in De-Stress)
19. Mais où est donc Icare ? (Learning to Fly)
20. Une fin de saison (We'll Be Right Back)

### Deuxième saison (2003-2004)
1. La Nouvelle Équipe (Rane of Terror)
2. À chacun son passé (Last Man Standing)
3. Rendez-vous (Manhunt)
4. Les diamants ne sont pas éternels (Gone Bad)
5. Une fille en or (Date to Mate)
6. Double cross (Crossed Out)
7. Alter ego (Cover Me)
8. Love stories (Love Kills)
9. Douze heures à vivre ? (Off with Her Head)
10. Code secret (Message from Kassar)
11. La Princesse (Spies Gone Wild)
12. Telle mère, telle fille (The White Chollima)
13. Bébé mania (Leotards and Lies)
14. Réunion de famille (Family Reunion)
15. Spy spirit (The Gift)
16. London calling (London Calling)
17. L'Île (Stranded)
18. Protection rapprochée (Witness Protection)
19. Les Malheurs de DD (Wedding of the Century)
20. Souvenirs, souvenirs (Remember When)

## Commentaires
Cette série, créée et imaginée par les créateurs du Caméléon qui rappelle Drôles de dames, ne se prend pas au sérieux. Elle détourne le genre de l'espionnage et met en avant les nombreux clichés du genre. On assiste donc régulièrement à des situations impossibles et des répliques savoureuses. Le résultat est hilarant, dans la veine du film Drôles de dames. Les critiques ont d'ailleurs fait l'éloge de la série.